# Borve
Borve är en by i Snizort civil parish, på ön Isle of Skye, i Highland, Skottland. Byn är belägen 6,5 km från Portree. Orten hade 349 invånare år 1961.